# Liebfrauenschule Köln
Die Liebfrauenschule (LFS) ist ein privates, staatlich anerkanntes Gymnasium in Köln-Lindenthal. Der Träger der Schule ist das Erzbistum Köln.

## Geschichte

### Gründung und Anfangsjahre

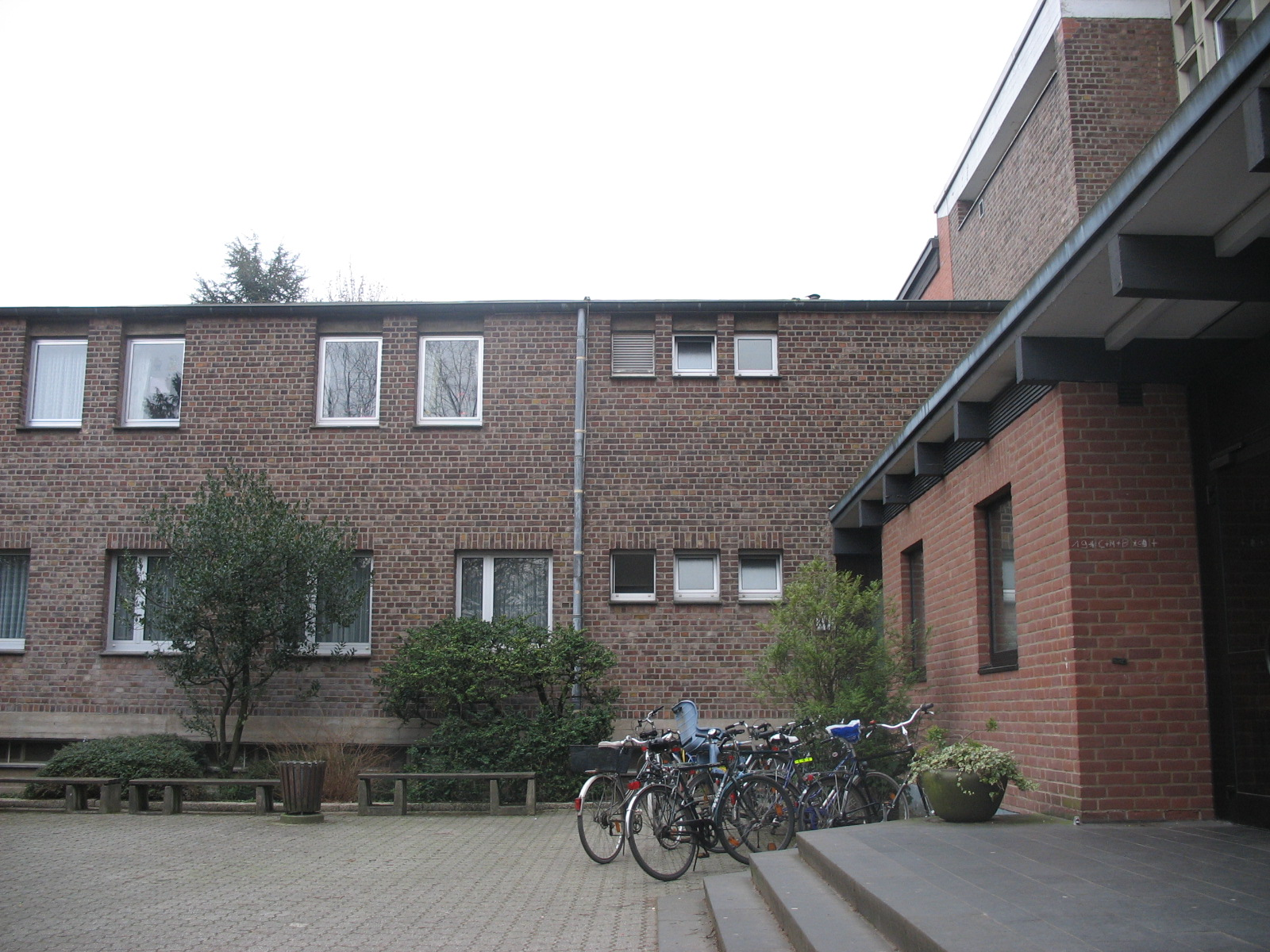
Das Gebäude der Ordensschwestern links der Frontseite (2007)

Die Schule wurde 1890 von der Kölnerin Regina Köllen als höhere Privatschule für Mädchen katholischer Konfession gegründet. Zunächst wurde sie als Lyzeum nicht anerkannt.
Im Jahr 1914 übergab Regina Köllen die Schule aus Altersgründen an die Ordensgemeinschaft der Schwestern Unserer Lieben Frau. Im Dezember 1915 erging die Genehmigung zur Übernahme der Schule in Form eines Ministererlasses der Reichsregierung in Berlin. Das erste Schuljahr unter der Leitung der Ordensgemeinschaft war das Schuljahr 1916. Unter der Schulleiterin Schwester Maria Valeria wurden 183 Mädchen unterrichtet, aufgrund der Nachfrage mussten zusätzliche Räume angemietet werden. 1917 erhielt die Schule die Anerkennung als vollberechtigtes Lyzeum, die Schülerinnenzahl war auf 220 angestiegen. 1918 wurden etwa 400 Schülerinnen unterrichtet.
1926 wurden die der heutigen Grundschule entsprechenden Vorschulklassen aufgrund der neuen Schulordnung abgegeben, in der verbliebenen Schule wurden unter der neuen Schulleitung von Schwester Maria Alacoque 574 Schülerinnen unterrichtet. 1927 erging die vorläufige Genehmigung zum Ausbau der Schule zum Oberlyzeum mit Klassen bis zum Abitur, im Folgejahr wurde die endgültige Genehmigung erteilt. Außerdem wurde ein Halbtagespensionat eröffnet. Nach dem inzwischen dringend erforderlichen Neubau begann das Schuljahr 1928 mit 550 Schülerinnen im neuen Schulhaus am Georgsplatz.

### NS-Staat und die Nachkriegsjahre

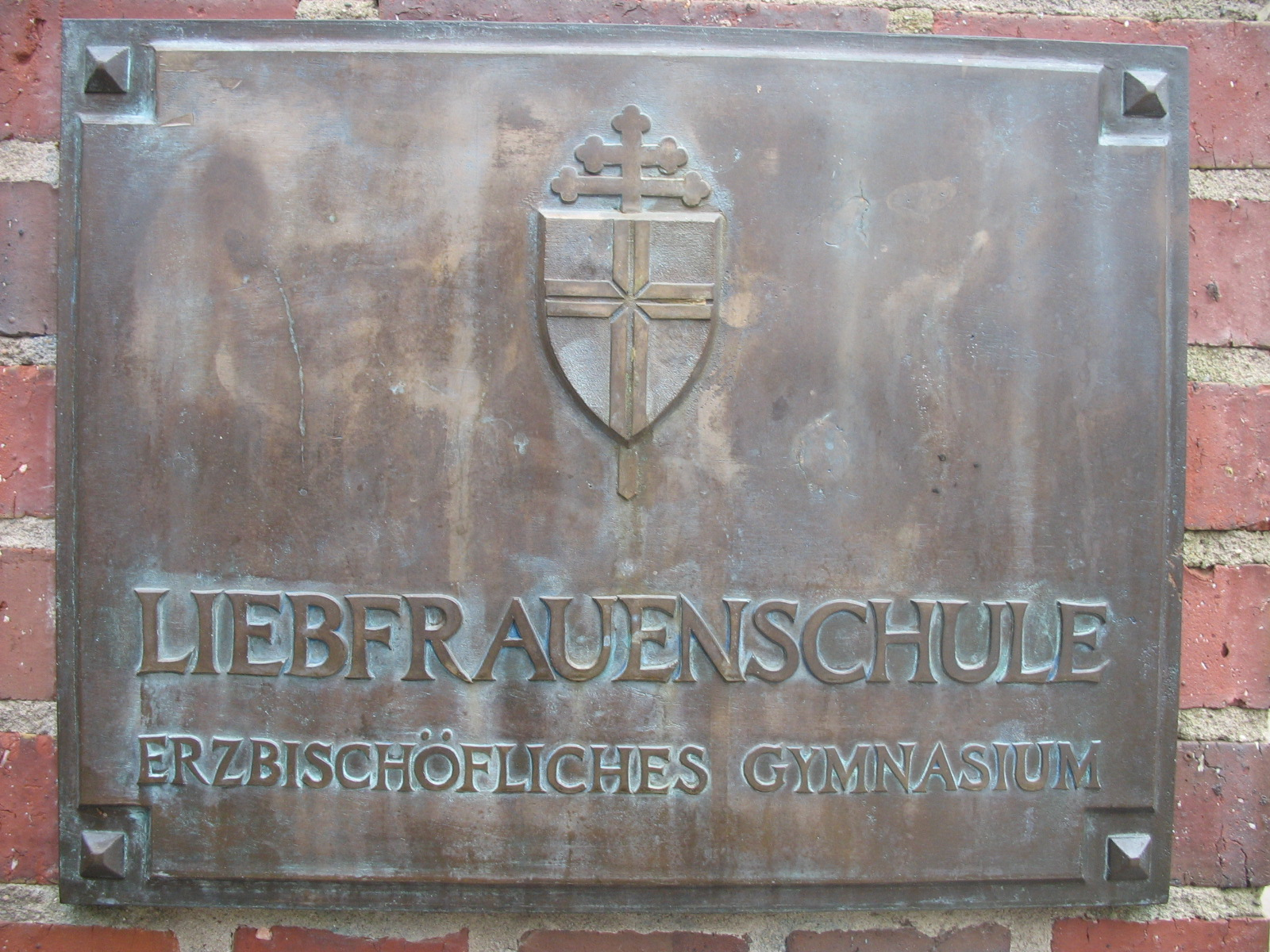
Schild am Schultor (2007)

Zwischen 1936 und 1939 häuften sich die Probleme der Ordensschwestern mit den regierenden Nationalsozialisten. 1938 wurde die bisherige Schulleiterin Schwester Maria Alacoque durch Schwester Johannita ersetzt, nachdem bereits nach einem Erlass von 1936 die höheren Klassen bis zum Abitur abgebaut werden mussten. 1939 musste die Schule an die Stadt übergeben werden, in die Gebäude der Schule zog die Kaiserin-Augusta-Schule ein. Im Januar erfolgte der erzwungene Verkauf des Schulgebäudes an die Stadt. Im letzten Bombenangriff auf Köln am 2. März 1945 wurde die Schule völlig zerstört.
Aufgrund starker Bestrebungen zum Wiederaufbau der Schule stellte die Stadt 1947 das Gebäude eines ehemaligen jüdischen Kinderheims an der Aachener Straße zur Verfügung. Ostern 1947 wurde die Schule unter der Leitung von Schwester Maria Theresia mit zwei Sexten wiedereröffnet. 1950 erhielt die Schule die Genehmigung, ab der achten Klasse zweigleisig als Gymnasium und als Frauenoberschule zu fahren. 1951 wurden aufgrund der steigenden Schülerzahlen neue Grundstücke für einen Neubau erworben, der im Oktober 1953 an der Brucknerstraße eingeweiht wurde. Es handelte sich dabei um den ersten Privatschulneubau in Nordrhein-Westfalen nach dem Krieg, der in seiner Form für viele Schulneubauten zum Vorbild wurde. 1956 legten 33 Schülerinnen das erste Abitur nach dem Krieg ab. Bis 1966 wuchs die Schule wieder auf 600 Schülerinnen an, 1962 und 1981 erfolgten Erweiterungsbauten.

### Gegenwart
1983 wurden erstmals Jungen im 5. Schuljahr aufgenommen; 1989 übernahm die Erzdiözese Köln die Trägerschaft der Schule. 1993 ging die letzte Ordensschwester, die noch an der Schule unterrichtet hatte, in Pension. Neue Schulleiterin wurde Anne Rapp. 1996 erfolgte ein weiterer großer Erweiterungsbau.
2003 übernahm Ingrid Schulten-Willius die Leitung der Schule. Die Anzahl der Schüler zu Beginn des Schuljahres 2009/2010 betrug 1183; es gab 29 Klassen, 868 Schüler in der Sekundarstufe I und 315 in der Sekundarstufe II sowie 79 Lehrer.
Seit dem Schuljahr 2011/2012 ist die Liebfrauenschule von Klasse 5 an eine Ganztagsschule. An der Clarenbachstraße befindet sich eine Schulmensa, die auch die benachbarte Domsingschule und die Musikschule des Kölner Domchors mitnutzen. Seit 2020 ist Achim Strohmeier der Schulleiter des Gymnasiums.

## Alumni
- Karin Beier (* 1965), Theaterregisseurin und -intendantin
- Esther Cremer (* 1988), Leichtathletin
- Ursula Heinen-Esser (* 1965), Politikerin
- Nicole Grünewald (* 1973), Kommunikationswissenschaftlerin
- Gabriele Krone-Schmalz (* 1949), Journalistin
- Die Gründungsmitglieder der Kölschrock-Band Lupo (Alexander Lemke, Benni Landmann, Pedro Schädel, Maximilian Speidel und Andreas Wandscheer)
- Christiane Oelze (* 1963), Opernsängerin
- Henriette Reker (* 1956), Kölner Oberbürgermeisterin
- Astrid Rosenfeld (* 1977), Schriftstellerin
- Dagmar Rosenfeld (* 1974), Journalistin
- Tobias Schlegl (* 1977), Fernsehmoderator
- Christiane Woopen (* 1962), Medizinethikerin